# ОК Борац
Одбојкашки клуб Борац је мушки одбојкашки клуб из Бање Луке. Тренутно се такмичи у Премијер лиги Босне и Херцеговине. 

## Историја клуба
Прије грађанског рата у Бањој Луци постојала су два мушка одбојкашка клуба „Руди Чајавец“ и "13. мај“ који су се током рата расформирали, али се у то вријеме формирао нови одбојкашки клуб „Врбас“, са мушком и женском екипом, који се, иако се такмичио у Првој лиги РС доста брзо угасио. Касније се оснивају одбојкашки клубови „Будућност“ и „Спортинг“, који се брзо распада.
На иницијативу групе одбојкаша, 13. јула 2001.године формиран је Одбојкашки клуб „Борац“. Оснивачка скупштина одржана је у сали за сједнице Скупштине града. Око клуба су се окупили младићи који су раније играли одбојку у расформираном „Врбасу“ и „Спортингу“, а чланови клуба су постали и неки одбојкаши из Добоја и Модриче. 
Са малим бројем играча „Борац“ је започео такмичење 2001. у Другој лиги Републике Српске. Послије завршетка такмичења „Борац“ је заузео друго мјесто и на тај начин омогућио себи пласман у Прву лигу РС.

## Сезона 2008/09.
Сезона 2008/09. је за Борац била јако успјешна. Такмичили су се у Првој лиги Републике Српске-Запад. У регуларном дијелу такмичења заузели су 1. мјесто у групи запад, те се пласирали у Лигу за првака Републике Српске. 
Послије шест утакмица у доигравању за пласман у Премијер лигу Босне и Херцеговине заузели су последње, четврто мјесто са само два бода.

## Сезона 2009/10.
Сезону 2009/10 ОК Борац је почео поразом 3:1 у сетовима од ОК Младости. 
Од тада Борац је забиљежио двије побједе и два пораза, да би 6. новембра 2009. иступио из лиге збом финансијских потешкоћа.
Крајем ове године на чело клуба је умјесто старе управе дошла нова, састављена од бивших и тренутних играча.
Од 1. марта 2010. са радом опет почиње први тим Борца.

## Сезона 2010/11.
У сезони 2010/11 Борац је послије доигравања изборио пласман у Премијер лигу Босне и Херцеговине. 

## Сезона 2017/18.
У сезони 2017/18 Борац је направио историјски резултат, играо је финале Купа РС против ОК Младост, које је одиграно у Бањалуци у дворани Борик, као и финале Купа БиХ које је Борац играо у Какњу такође против ОК Младост. Оба финала припала су вишеструким шампионима БиХ ОК Младост резултатима (3:0), и на крају сезона за понос завршена је у четвртфиналу плеј оф-а Премијер лиге БиХ.

## Сезона 2018/19.
У сезони 2018/19 Борац је направио још један историјски успјех. У коначном поретку на табели Борац је заузео  4. мјесто, а такмичење је завршено у полуфиналу плеј оф-а Премијер лиге БиХ које је Борац играо против ОК Младост

## Тренутни састав
(За годину 2019/20)
| Бр. | Име                    | Држава                | Позиција      |
| --- | ---------------------- | --------------------- | ------------- |
| 3   | Ниша Танић             | Република Српска, БиХ | Средњи блокер |
| 16  | Вељко Бјељац           | Република Српска, БиХ | Примач        |
| 4   | Сава Радић             | Република Српска, БиХ | Средњи блокер |
| 18  | Никола Алексић         | Република Српска, БиХ | Средњи блокер |
| 6   | Миленко Ћосић          | Република Српска, БиХ | Примач        |
| 17  | Влатко Чанчар          | Република Српска, БиХ | Примач        |
| 5   | Матеј Стојчевић        | Република Српска, БиХ | Либеро        |
| 7   | Борко Илић ("капитен") | Република Српска, БиХ | Либеро        |
| 10  | Дарко Симић            | Република Српска, БиХ | Коректор      |
| 12  | Филип Пузић            | Република Српска, БиХ | Примач        |
| 13  | Марко Мичета           | Република Српска, БиХ | Техничар      |
| 2   | Милош Kaран            | Република Српска, БиХ | Техничар      |

Отишли
| Име | Држава | Позиција |
| --- | ------ | -------- |

Дошли (играчи пребачени из омладинске школе ОК"Борац“ и играчи који су дошли да студирају у Бању Луку)
' (играчи пребачени из омладинске школе ОК"Борац“ и играчи који су дошли да студирају у Бању Луку)
' (играчи пребачени из омладинске школе ОК"Борац“ и играчи који су дошли да студирају у Бању Луку)